# Convent de Sant Francesc de València

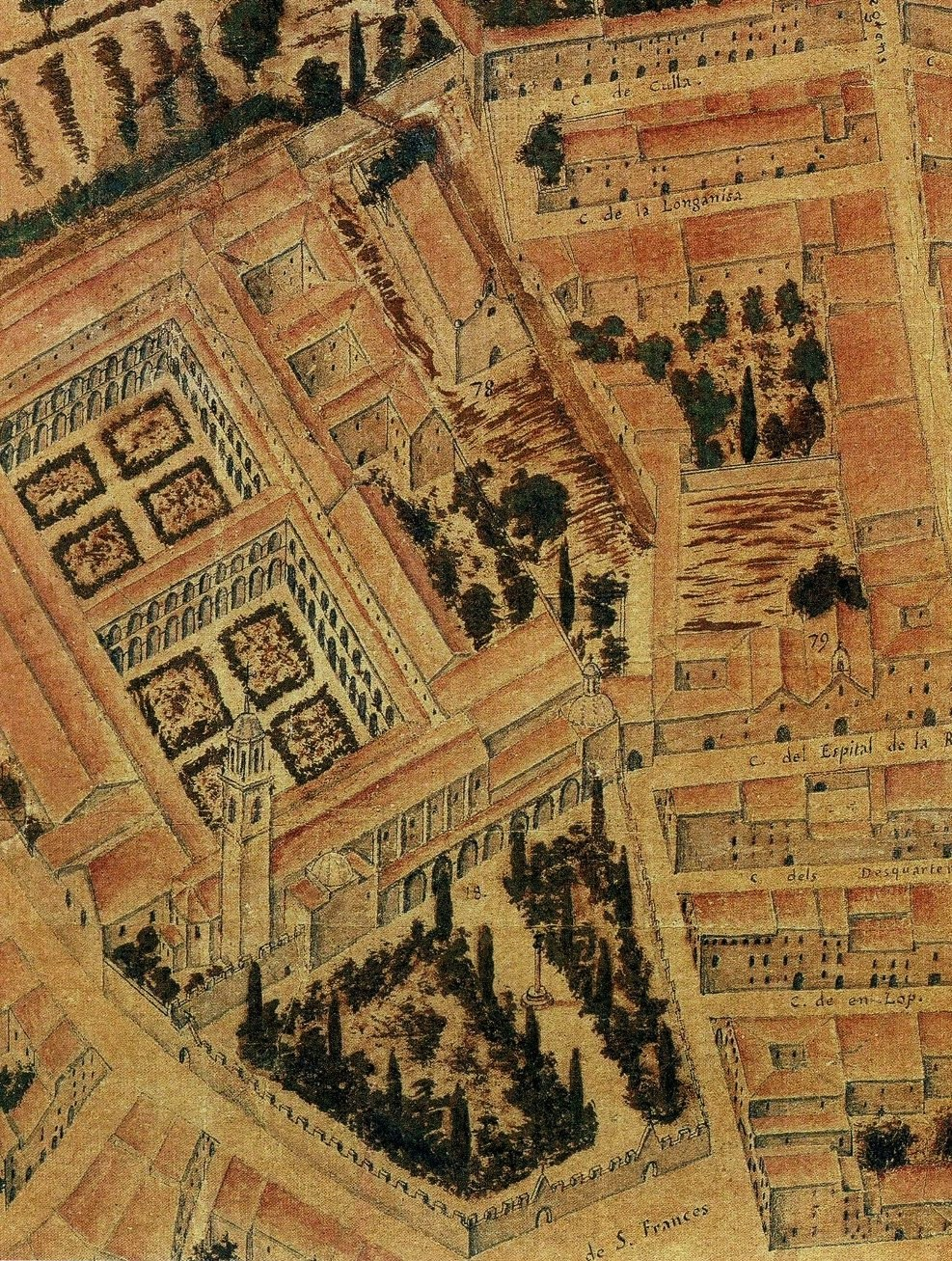
Convent de Sant Francesc de València el 1704, plànol del Pare Tosca.

El convent de Sant Francesc de València era un monestir franciscà que es trobava en el que és l'actual Plaça de l'Ajuntament. L'any 1891 es va realitzar la demolició total d'aquest convent, donant pas a un enorme espai obert. Les autoritats municipals van projectar la creació de la plaça destinada a activitats comercials i públic en general. A aquesta gran plaça s'anomenà Plaça de Sant Francesc, després seria anomenada Plaça d'Emilio Castelar, Plaça del Caudillo, Plaça del País Valencià i actualment Plaça de l'Ajuntament.

## Història
L'origen d'aquest convent el trobem en la conquesta de València per part del rei Jaume I el Conqueridor. En el repartiment de terres el rei va adjudicar als franciscans, en el Llibre del Repartiment consta la donació a aquesta orde, a data d'11 de gener de 1239. Les terres concedides se situaven entre el camí de Russafa i la porta de la Boatella. Els religiosos consideraren insuficient el terreny donat, per la qual cosa sol·licitaren una segona donació, rebent aleshores més terres situades davant del convent, que utilitzaren com a plaça pública i cementeri.
L'any 1376 es va demanar als jurats de la ciutat ajuda per reconstruir el convent que amenaçava ruïna, construint dos claustres i la sala capitular seguint el mateix estil de l'església, les obres van ser finançades amb ajuda del Marqués de Guadalest i de Vidal de Vilanova.
La màxima esplendor del monestir se situà entre els segles XIV i XVII, quan era dels més importants de la ciutat, trobant-se ja dins del nou recinte emmurallat després de l'ampliació de Pere el Cerimoniós.
El 1768 es va celebrar un Capítol General de l'Orde dels Franciscans.

### Últims anys
A la primera meitat del segle xix va sofrir les vicissituds de l'època, Guerra del Francés, disputes entre absolutistes i liberals, desamortitzacions, exclaustracions, etc. El 1823 part del monestir és confiscat com a caserna militar. En 1827 els frares recuperen la propietat, però ja no van ser capaços de recuperar el vell esplendor.
La seua situació al centre de la nova zona de creixement de la ciutat i, finalment la llei de Desamortització i exclaustració de 1835 (que va obligar els frares a abandonar el convent), van acabar amb gairebé 600 anys d'història. El 1837 les instal·lacions van passar a ser utilitzades per la Caserna de Cavalleria dels Llancers de Numància, la qual cosa no va evitar el seu deteriorament, altres espais del solar s'utilitzaren per a construir edificis, com la primitiva Estació del Nord (1852) o dependències per al nou ajuntament.
L'any 1891 el monestir de Sant Francesc va ser demolit totalment donant pas a l'actual plaça de l'Ajuntament i les seues hortes a illes d'edificis, ja en el segle xx.

### Llegenda
Segons algunes fonts, dos frares franciscans residents a Terol, fra Joan de Perusia i fra Pere de Saxoferrato (ambdós italians) van passar al Regne de València l'any 1228 llavors en poder dels almohades. Una vegada ací es dedicaren a predicar per la ciutat, on residia una comunitat mossàrab (situada per Chabàs al raval que s'estenia des de Boatella fins Sant Vicent de la Roqueta), i anticipar al rei musulmà de València Abu-Zayd que perdria el seu regne i que es convertiria al cristianisme, com finalment va succeir, sent batejat amb el nom de Vicent Bellvís.
Aquest va ordenar torturar i executar-los al seu palau, que algunes fonts situaven en l'actual plaça de l'Ajuntament i del qual no tenim constància. Les dades documentals apunten que l'execució es va realitzar a la plaça coneguda llavors com a plaça de la Figuera, que es trobava a l'actual plaça de la Reina a la cruïlla amb el carrer del Mar. D'una manera o altra el 1238 quan Jaume I conquista la ciutat, concedeix als frares franciscans, el terreny extramurs de la ciutat on deien que segons la tradició havien estat executats els frares abans esmentats.

## Situació
El convent va nàixer extramurs a la ciutat, prop de la Porta de la Boatella de la muralla àrab de València i, que estava situada en l'actual carrer de Sant Vicent prop de l'església de Sant Martí), naixeria com a donació real.
Segons les dades que aporta el pla del Pare Tosca, el convent ocupava pràcticament la totalitat de la plaça de l'Ajuntament, a excepció d'un petit espai a les confluències del carrer Sant Vicent, Av Maria Cristina i el tros de plaça que limita amb el carrer Barcelonina.
A esquena del monestir, on se situen hui els edificis de Telefònica i de La Equitativa, es trobaven les hortes del monestir i el cementiri.

## Descripció
L'entrada al convent es feia a través d'un ampli jardí amb grans arbres monumentals, xiprers, i una creu de pedra. Passat el jardí s'assolia l'església, que com al costat menor tancava el gran rectangle del convent, on s'incloïen els dos grans claustres. Aquest recinte estava envoltat per un mur que el 6 d'octubre de l'any 1806 va ser enderrocat per ordre de l'Intendent General de València, amb l'oposició dels frares.
L'església original, molt senzilla, va ser substituïda, causa del seu estat ruïnós, per una de nova planta en 1351 edificada a càrrec dels béns de Berenguer Codinats, mestre racional del Regne, seguint l'estil gòtic. Aquest manà ampliar la capella major, instal·lant-hi la seua sepultura a la nau de l'església. Segons les imatges que es conserven d'aquest segon temple, estava realitzat de carreus, format per una nau gòtica amb capelles entre els seus contraforts robustos, absis poligonal i voltes de creueria. Ampliacions posteriors, com ara pòrtics d'entrada o capelles adossades, es realitzarien durant el barroc, atesa la tipologia de les cúpules que s'hi observen.
L'església tenia tres portes, una situada als peus sota el cor, a través de la qual s'hi accedia a una estança des d'on s'accedia als claustres i a la capella de la Tercera Orde, situada enfront. Una altra porta s'obria al pòrtic d'arcs cegats que enfrontaven a la plaça. La tercera estava adjacent a la sagristia i donava accés als claustres.
L'edifici estava integrat per dos grans claustres gòtics de doble pis cadascun, un d'ells estava decorat amb pintures sobre la vida de Sant Francesc d'Assís. A l'esquerra del primer claustre es trobava l'aula capitular, d'estil gòtic. A continuació d'aquest claustre s'arribava a la zona anomenada Obra Nova, on es trobaven les cel·les dels religiosos i altres dependències. I des d'aquesta Obra Nova s'assolia el gran hort propietat del convent. També a l'esquerra d'aquest claustre es trobava la capella del Bon Pastor (realitzada a finals del segle xvii i principis del XVIII), i eixint del claustre, la capella de la Concepció que també servia de capella de la Comunió, coberta amb una cúpula. A l'extrem esquerra del pòrtic lateral de l'església estava la capella de la Mare de Déu dels Àngels anomenada de la Porciúncula, regida per la Confraria del seràfic pare Sant Francesc, obra de Joan Baptista Pérez Castiel.
El campanar realitzat de carreus, tenia planta quadrada, estava rematat per un cos rectangular i una petita cúpula, disposava d'una gran alçada i es trobava al costat de la Capella de la Mare de Déu dels Àngels.

## Relíquies i obres d'art
Durant segles reposar al monestir a més de les restes del rei Abu-Zayd els de molts altres nobles i personalitats.
Segons Ponz, després de la visita que feu al monestir, hi havia abundants obres d'art, com ara quadres d'Antoni de Villanueva, Esteve March, Josep Vergara, Gaspar de la Huerta, Vicent Victoria o el Salvador Eucarístic pintat per Joan de Joanes que es trobava al tabernacle de l'altar, i que en l'actualitat es troba al Museu de Belles Arts Sant Pius V de València.